# Ashmeadiella bequaerti
Ashmeadiella bequaerti är en biart som beskrevs av Cockerell 1931. Ashmeadiella bequaerti ingår i släktet Ashmeadiella och familjen buksamlarbin. Inga underarter finns listade i Catalogue of Life.